# Almati nemzetközi repülőtér
Az Almati nemzetközi repülőtér (IATA: ALA, ICAO: UAAA) Kazahsztán egyik nemzetközi repülőtere, amely az ország legnagyobb városa, korábbi fővárosa, Almati közelében található. Éves utasforgalma 7 230 156 fő (2022).

## Futópályák
A repülőtér futópályái:
- 05R/23L (4397 m, 45 m, aszfalt)
- 05L/23R (4500 m, 45 m, aszfalt)

## Forgalom
Az utasforgalom az elmúlt években az alábbi módon változott:
| Utasok száma | 485 000 | 1 594 000 | 2 000 000 | 2 700 000 | 3 665 538 | 4 588 866 | 4 878 450 | 6 422 721 | 6 099 212 | 11 426 650 |
|              | 1965    | 1980      | 2006      | 2009      | 2011      | 2014      | 2016      | 2019      | 2021      | 2024       |

## Légitársaságok és úticélok
2023-ban a Almati nemzetközi repülőtérről az alábbi járatok indulnak:

### Személy
| Légitársaság            | Célállomások |
| ----------------------- | --- |
| Aeroflot                | Moszkva–Seremetyjevo |
| Air Arabia              | Sharjah |
| Air Astana              | Antalya, Aqtau, Aktöbe, Asztana, Atirau, Baku, Bangkok–Suvarnabhumi, Peking, Bishkek, Delhi, Dubai–International, Dusanbe, Isztambul, Jeddah, London–Heathrow, Malè, Oral, Öskemen, Phuket, Qyzylorda, Szöul–Incshon, Simkent, Taskent, Tel-Aviv (átmenetileg felfüggesztve), Tbiliszi Szezonális: Bodrum, Heraklion, Podgorica Szezonális charter: Colombo-Bandaranaike, Hambantota–Mattala, Sarm es-Sejk |
| Air Seychelles          | Szezonális: Mahé |
| AnadoluJet              | Ankara |
| Asiana Airlines         | Szöul–Incshon |
| Azerbaijan Airlines     | Baku |
| Azimuth                 | Szocsi |
| Belavia                 | Minszk |
| China Southern Airlines | Ürümcsi, Xi'an |
| FlyArystan              | Aqtau, Aktöbe, Asztana, Atirau, Delhi, Doha, Kutaisi, Mumbai (kezdődik 2023 november 23-tól), Omsk, Oral, Pavlodar, Petropavl, Qarağandy, Qostanai, Semey, Simkent, Taraz, Türkisztán, Jereván |
| flydubai                | Dubai–International |
| flynas                  | Jeddah |
| Hunnu Air               | Ulánbátor |
| IndiGo                  | Delhi |
| Jazeera Airways         | Kuwait City |
| Kish Air                | Teherán–Imam Khomeini |
| Loong Air               | Hangzhou |
| Lufthansa               | Frankfurt |
| Neos                    | Milánó–Malpensa |
| Nordwind Airlines       | Kaliningrad, Szamara |
| Pegasus Airlines        | Ankara, Antalya, Isztambul–Sabiha Gökçen |
| Qatar Airways           | Doha |
| Qazaq Air               | Asztana, Bishkek, Kökşetau, Simkent, Taraz |
| Red Wings Airlines      | Mahacskala, Moszkva–Zsukovszkij, Jekatyerinburg |
| Rossiya Airlines        | Szocsi |
| SalamAir                | Szezonális: Maszkat |
| SCAT Airlines           | Aqtau, Aktöbe, Asztana, Atirau, Balqaş, Haikou, Jeddah, Jezqazğan, Lahore, Medina, Minyeralnije Vodi, Moszkva–Seremetyjevo, Oral, Öskemen, Petropavl, Qarağandy, Qostanai, Qyzylorda, Ras Al Khaimah, Sanya, Semey, Simkent, Taraz Szezonális: Antalya, Phu Quoc Szezonális charter: Goa–Dabolim, Hambantota–Mattala                                                                                       |
| Somon Air               | Dusanbe |
| Sunday Airlines         | Szezonális charter: Antalya, Malè, Nha Trang, Sarm es-Sejk |
| Turkish Airlines        | Isztambul |
| Turkmenistan Airlines   | Aşgabat |
| Utair                   | Tyumen |
| Uzbekistan Airways      | Taskent |
| VietJet Air             | Nha Trang |
| Wizz Air                | Abu-Dzabi |

### Cargo
| Légitársaság                   | Célállomások                                                                          |
| ------------------------------ | ------------------------------------------------------------------------------------- |
| Aerotranscargo                 | Hongkong, Kuala Lumpur–International                                                  |
| Cargolux                       | Luxembourg                                                                            |
| Cargolux Italia                | Milánó–Malpensa                                                                       |
| Qatar Airways Cargo            | Doha, Hongkong                                                                        |
| Silk Way West Airlines         | Baku                                                                                  |
| Turkish Cargo                  | Asztana, Bishkek, Kuangcsou, Isztambul, Szöul–Incshon, Sanghaj-Putung, Tajpej–Taojüan |
| United Parcel Service[forrás?] | Köln/Bonn, Szöul–Incshon, Sanghaj-Putung                                              |